# Smirnych
Smirnych (Russisch: Смирных), tot 1946 bekend onder de Japanse naam Keton (気屯), is een plaats (nederzetting met stedelijk karakter) in de Russische oblast Sachalin. De plaats vormt het bestuurlijk centrum van de gorodskoj okroeg Smirnychovski sinds de stichting daarvan (als rajon) op 16 januari 1965.
De plaats vormt sinds 2006 bestuurlijk gezien de gorodskoj okroeg (Smirnychovski) van  10.457,4 km² waarvan daarnaast ook de plaatsen Boejoekly, Jelniki, Kosjevoje, Onor, Orlovo, Pervomajsk, Pilvo, Pobedino en Rosjtsjino deel uitmaken.

## Geografie
Smirnych ligt in het centrale deel van het eiland Sachalin, in de brede vallei van de Poronaj tussen het West- en het Oost-Sachalingebergte. De plaats ligt hemelsbreed op ongeveer 70 kilometer van de kust van de Zee van Ochotsk en op 363 kilometer van de oblasthoofdstad Joezjno-Sachalinsk. Door Smirnych stroomt de Orlovka, die 10 kilometer verderop uitmondt in de Poronaj.

## Geschiedenis
Tijdens de Japanse periode vanaf 1905 bevond zich op de plek van het huidige Smirnych de buurt Keton van de stad Shikuka (nu: Poronajsk). Na Operatie Augustusstorm kwam ook het zuidelijk deel van Sachalin in Russische handen en in 1946 werd de Japanse naam vervangen door de Russische naam Siyrnych, naar de Held van de Sovjet-Unie Leonid Smirnych, de bevelhebber van een bataljon, die in 1945 sneuvelde bij de herovering van Zuid-Sachalin.
In 1966 kreeg de plaats de status van nederzetting met stedelijk karakter in samenhang met het ontstaan van de vliegbasis Smirnych ten oosten van de plaats in die tijd. Vanuit deze basis startten in 1983 MiG-23-interceptorvliegtuigen, die deelnamen aan het neerschieten van Korean Air-vlucht 007.
De plaats richt zich nu met name op de bosbouw.

## Economie en vervoer
De plaats ligt aan de Sachalinspoorlijn van Nogliki naar Joezjno-Sachalinsk. Het station heet Smirnych-Sachalinski.
Door de plaats loopt verder de regionale hoofdweg R487 tussen Joezjno-Sachalinsk via Poronajsk naar Aleksandrovsk-Sachalinski, waarvan hier de R491 naar Bosjnjakovo (aan de westkust van het eiland) aftakt.
| 1989  | 2002  |
| ----- | ----- |
| 9.693 | 7.561 |